# 东兴黄竹
东兴黄竹（学名：Bambusa corniculata）为禾本科簕竹属下的一个种。

## 扩展阅读
- 維基物種上的相關：东兴黄竹